# Javier Suárez (économiste)
Pour les articles homonymes, voir Javier Suárez et Suárez.
Javier Suárez Bernaldo de Quirós (né à Madrid en 1966) est un économiste espagnol spécialisé en crise financière. 
Il étudie l'économie à l'Université Complutense de Madrid (1re licence et 2e licence, 1989) et à l'Université Carlos III de Madrid (3e licence-doctorat, 1994).
Il a travaillé comme chercheur à l'université Harvard (1994), et professeur à la London School of Economics (1994-1996).
Il est actuellement professeur au CEMFI, Centro de Estudios Monetarios y Financieros (Centre d'études monétaires et financiers), et collabore avec le CEPR, Centre for Economic Policy Research (Centre de recherche politico-économique), le ECGI, European Corporate Governance Institute (Institut européen de gouvernance d'entreprise) et le comité éditorial de la Review of Finance.